# Dinuba
Dinuba – miasto w Stanach Zjednoczonych, w stanie Kalifornia, w hrabstwie Tulare.

## Miasta partnerskie
- Malsch, Niemcy
- Uruapan, Meksyk